# Europäische Jugenderholungs- und Begegnungsstätte Werbellinsee

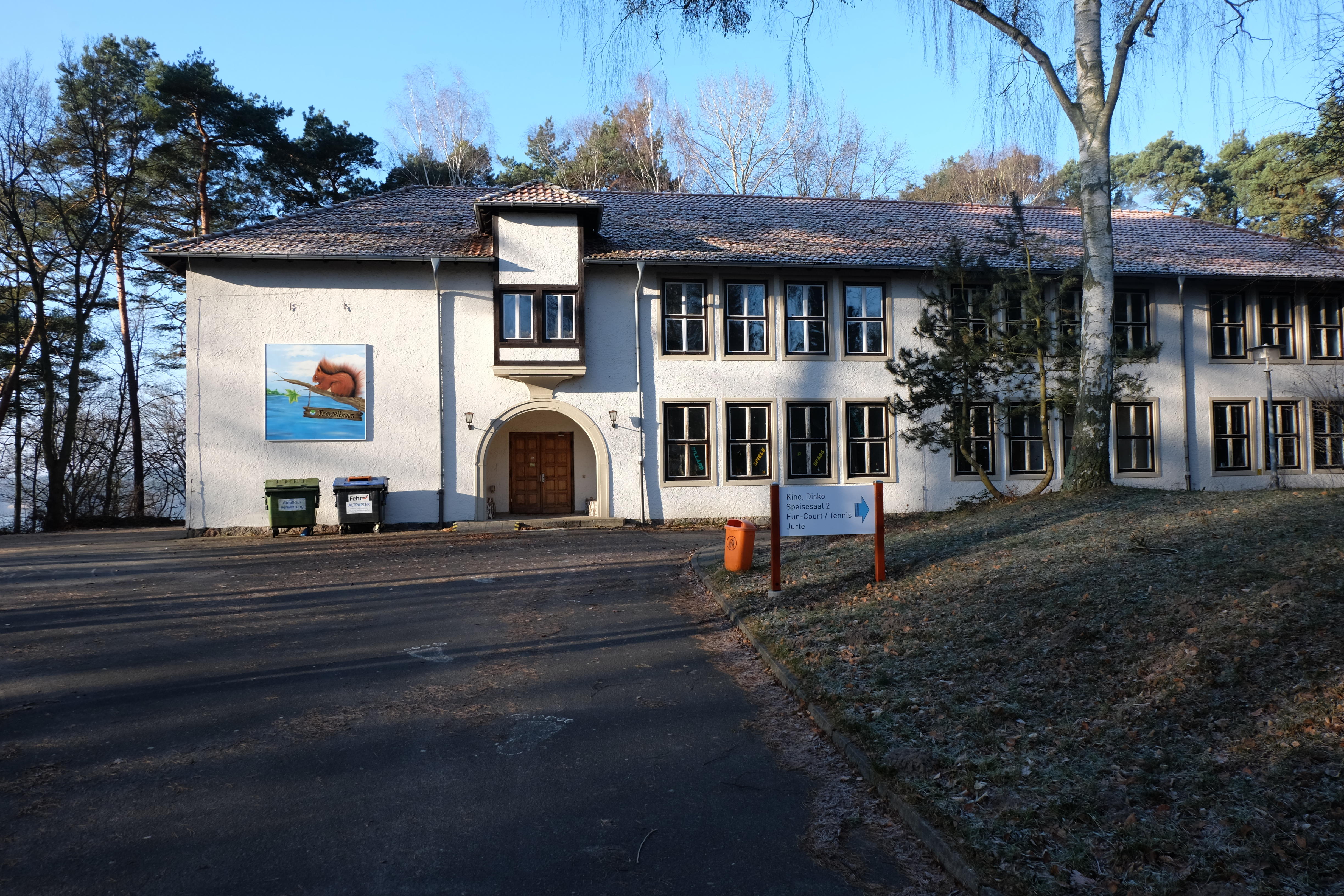
Gästehaus der Europäischen Jugenderholungs- und Begegnungsstätte Werbellinsee, 2014

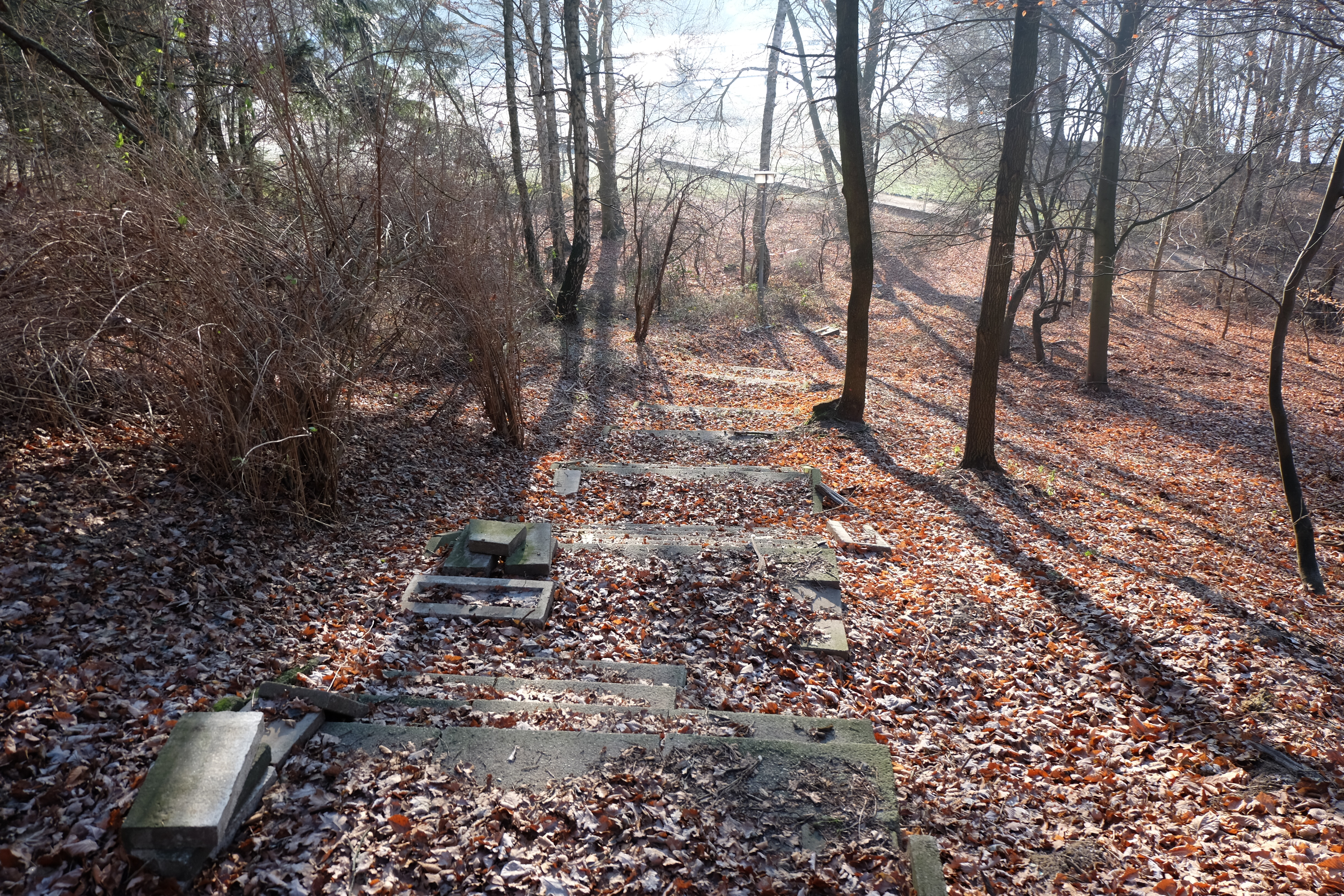
Treppe zum Werbellinsee, 2014

Die Europäische Jugenderholungs- und Begegnungsstätte Werbellinsee ist eine Jugendbegegnungsstätte auf dem Gebiet der Gemeinde Joachimsthal im Landkreis Barnim. Unter dem Namen Pionierrepublik Wilhelm Pieck war die Einrichtung bis 1989 das zentrale Pionierlager der Pionierorganisation Ernst Thälmann in der DDR. Von 1990 bis 2004 war das Land Brandenburg Träger, seit 2004 betreibt die WS Werbellinsee GmbH & Co. KG die Anlage.

## Geschichte
1949 beschloss der Ministerrat der DDR den Bau der Pionierrepublik und stellte 18 Millionen Mark zur Verfügung. Architekt der Gebäude war Richard Paulick, die Landschaftsgestaltung verantwortete Reinhold Lingner. Die Einrichtung wurde am 16. Juli 1952 vom damaligen Präsidenten der DDR Wilhelm Pieck eingeweiht. Betreiber war die Freie Deutsche Jugend (FDJ).
Die Pionierrepublik Wilhelm Pieck orientierte sich in ihrer Gestaltung weitgehend am sowjetischen Allunions-Pionierlager Artek auf der Krim. Nachdem sie in den Anfangsjahren als Erholungsstätte für Kriegswaisen fungierte, diente sie in den Folgejahren bis 1989 der politischen Erziehung von Mitgliedern der Pionier- und FDJ-Organisation der DDR.
Nach Erweiterungen und Umbauten hatte die Anlage 1989 eine Fläche von insgesamt 1,1 km². Zu den Einrichtungen auf dem Lagergelände gehörten mehrere Herbergen, eine Kinderkrippe, eine Polytechnische Oberschule, Sporthallen, Cafés, ein Kino, eine Bibliothek, eine Freilichtbühne und eine mongolische Jurte.
Die Gesamtzahl der Besucher der Pionierrepublik wird auf etwa 400.000 geschätzt. Ab 1961 wurden auch internationale Sommerlager gestaltet, an denen auch Kinder ausländischer sozialistischer und kommunistischer Jugendorganisationen, auch aus westlichen Ländern, teilnahmen.
Während der Lagerdurchgänge außerhalb der Schulferien hielten sich jeweils etwa 1000 Thälmannpioniere gleichzeitig auf dem Gelände auf. Sie wurden vom Freundschaftsrat der jeweiligen Schule dorthin delegiert, wobei normalerweise nur ein Schüler pro Schule teilnehmen durfte. Die Abordnung zum in der Regel sechswöchigen Aufenthalt galt als besondere Auszeichnung. Die Teilnehmer erhielten in der Pionierrepublik regulären und insbesondere politischen Schulunterricht. Am Nachmittag wurden Pioniernachmittage veranstaltet. Die Schülerinnen und Schüler sollten während ihres Aufenthalts Tagebuch führen. Die Versorgung mit Lebensmitteln war DDR-untypisch, es gab wenig Versorgungsengpässe bei Erzeugnissen wie Apfelsinen, Bananen und Eis am Stiel.
Der Besuch der Pionierrepublik wurde 1988 pro Teilnehmertag mit 40,– Mark subventioniert. Partnerorganisationen unterstützten das Lager, zu ihnen gehörten das PCK Schwedt, der VEB Werk für Fernsehelektronik Berlin, der VEB Schiffsarmaturen- und Leuchtenbau Finow, die FDJ-Grundorganisation „Albert Hößler“ und das Jagdfliegergeschwader „Hermann Matern“.
Nach dem Fall der Mauer wurde die nun für alle Kinder und Jugendliche offene Anlage von 1990 bis zum 2. Oktober 1990 unter dem Namen Kinderland am Werbellinsee durch das Amt Jugend und Sport der DDR betrieben, seit der Wiedervereinigung durch das Land Brandenburg. Seit 1992 trägt die Anlage den heutigen Namen. 2004 verkaufte das Land Brandenburg das gesamte Areal für 515.000 € an die WS Werbellinsee GmbH & Co. KG. Neben Klassen- und Vereinsfahrten rückte der Familien- und Tagestourismus in den Vordergrund. Viele der denkmalgeschützten Gebäude wurden im Laufe der Jahre saniert.

## Heutige Nutzung

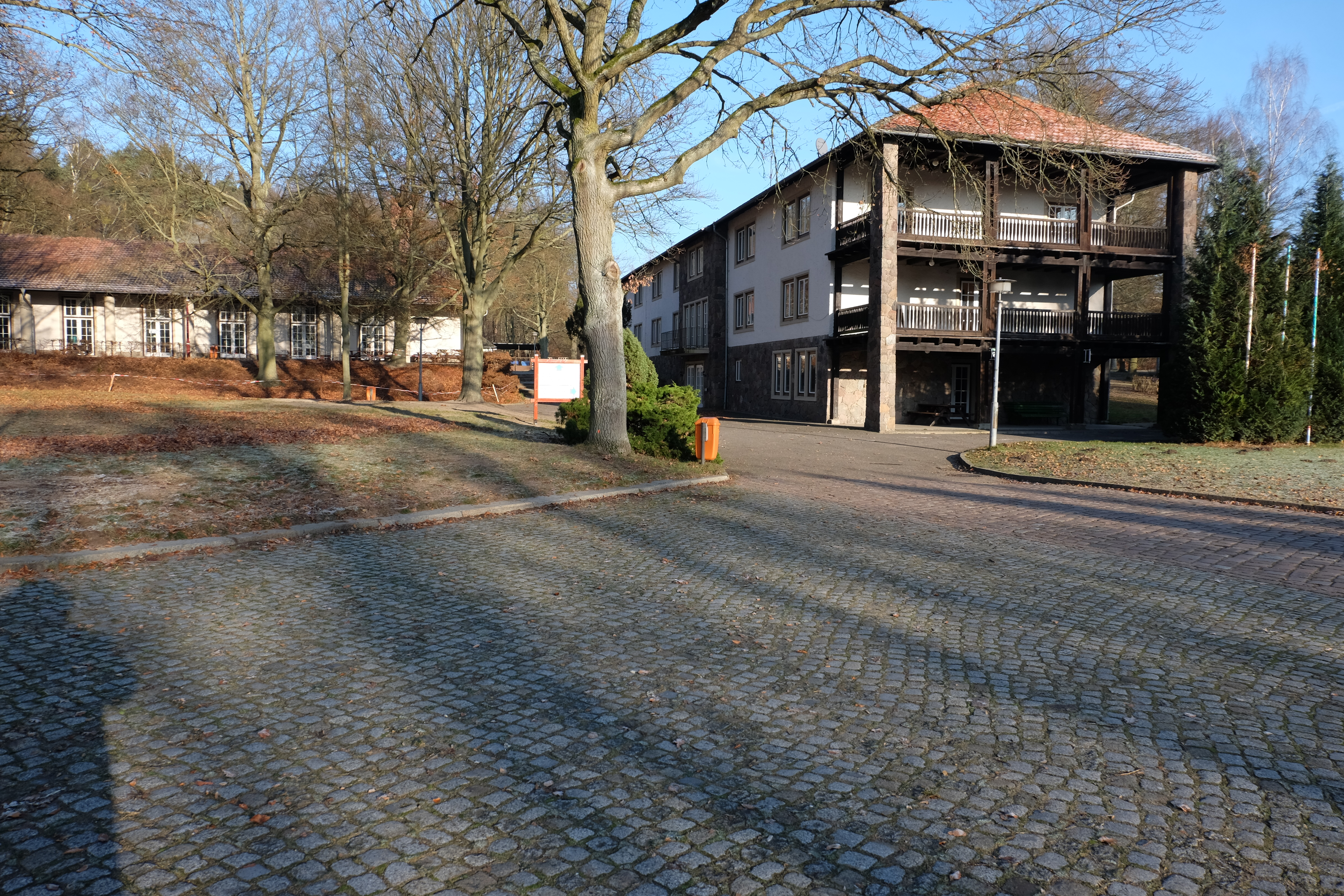
Unterkunftshäuser, 2014

Die Europäische Jugenderholungs- und Begegnungsstätte Werbellinsee wird unter anderem für Kinder- und Jugendfreizeiten, Trainingscamps, Ferienlager und Familienurlaube genutzt. Das Gelände steht mit fast allen Gebäuden unter Denkmalschutz. Es stehen über 1000 Betten zur Verfügung.
Auf dem weitläufigen Gelände befinden sich drei Seminarhotels mit Doppel- und Einzelzimmern mit Dusche/WC, fünf Gästehäuser mit Ein-, Zwei- und Dreibettzimmer inklusive Dusche/WC, sieben Jugendherbergshäuser und sechs Sommerhäuser mit Mehrbettzimmern und Gemeinschaftswaschräumen und ein kleines Ferienhaus für vier Personen. Die Gebäude sind zum Teil barrierearm ausgestattet. Der gastronomische Bereich besteht aus zwei Speisesälen, einem Restaurant am Ufer des Werbellinsees und einem Imbiss/Kiosk. Ebenfalls in Seenähe befinden sich mehrere Beachvolleyballfelder und ein Sportstadion mit Tribüne, außerdem verfügt die Einrichtung über eine eigene Turnhalle und ein Wellnesshaus mit Sauna und Fitnessraum.